# Megalorchestia californiana
Megalorchestia californiana är en kräftdjursart som beskrevs av Brandt 1851. Megalorchestia californiana ingår i släktet Megalorchestia och familjen tångloppor. Inga underarter finns listade i Catalogue of Life.